# Palazzo Gulinelli
Il palazzo Gulinelli di Ferrara si trova in corso Ercole I d'Este, all'incrocio con via Armari. È un importante edificio ristrutturato nella seconda metà del 1800 ed a lungo sede, nel secondo dopoguerra, dell'Istituto Canonici Mattei, sino alla sua chiusura, avvenuta nel 2011.

## Storia

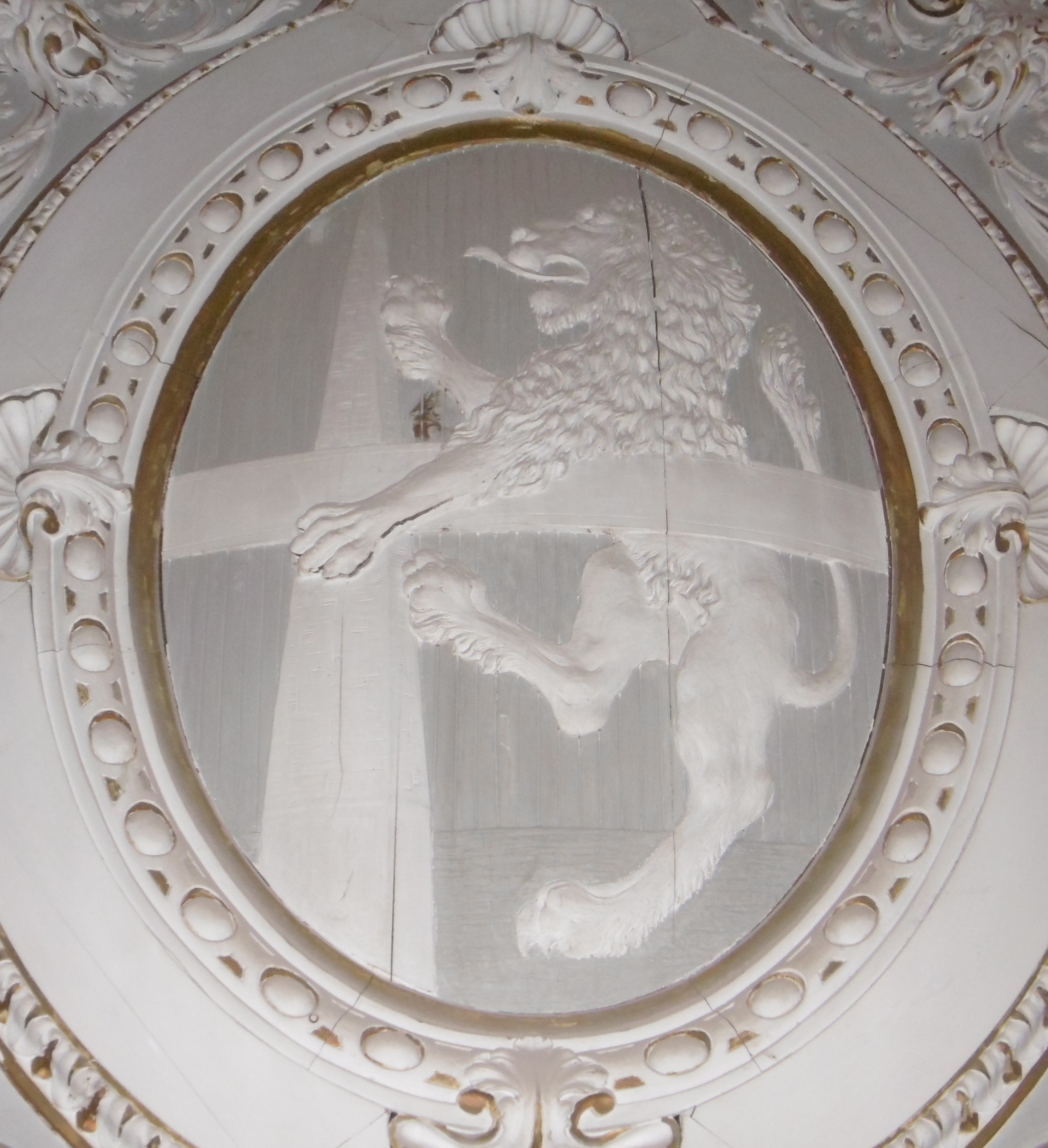
Stemma della famiglia Gulinelli nella sala degli stucchi

Il primo proprietario storicamente documentato fu Domenico Correggiari, in seguito, secondo la storica pianta di Ferrara di Andrea Bolzoni del 1747, venne indicata la proprietà Bordocchi. Si succedettero poi altri proprietari sino ad arrivare, il 22 ottobre del 1844, alla proprietà di Giacomo Gulinelli, da poco nominato conte.

## Facciate
La facciata su Corso Ercole I appare molto più importante ed architettonicamente interessante, in stile neorinascimentale, con parti in cotto e due portali sormontati da balconi. La parte del palazzo che si estende su via Armari prosegue con stile identico, sui tre piani.

## Interni

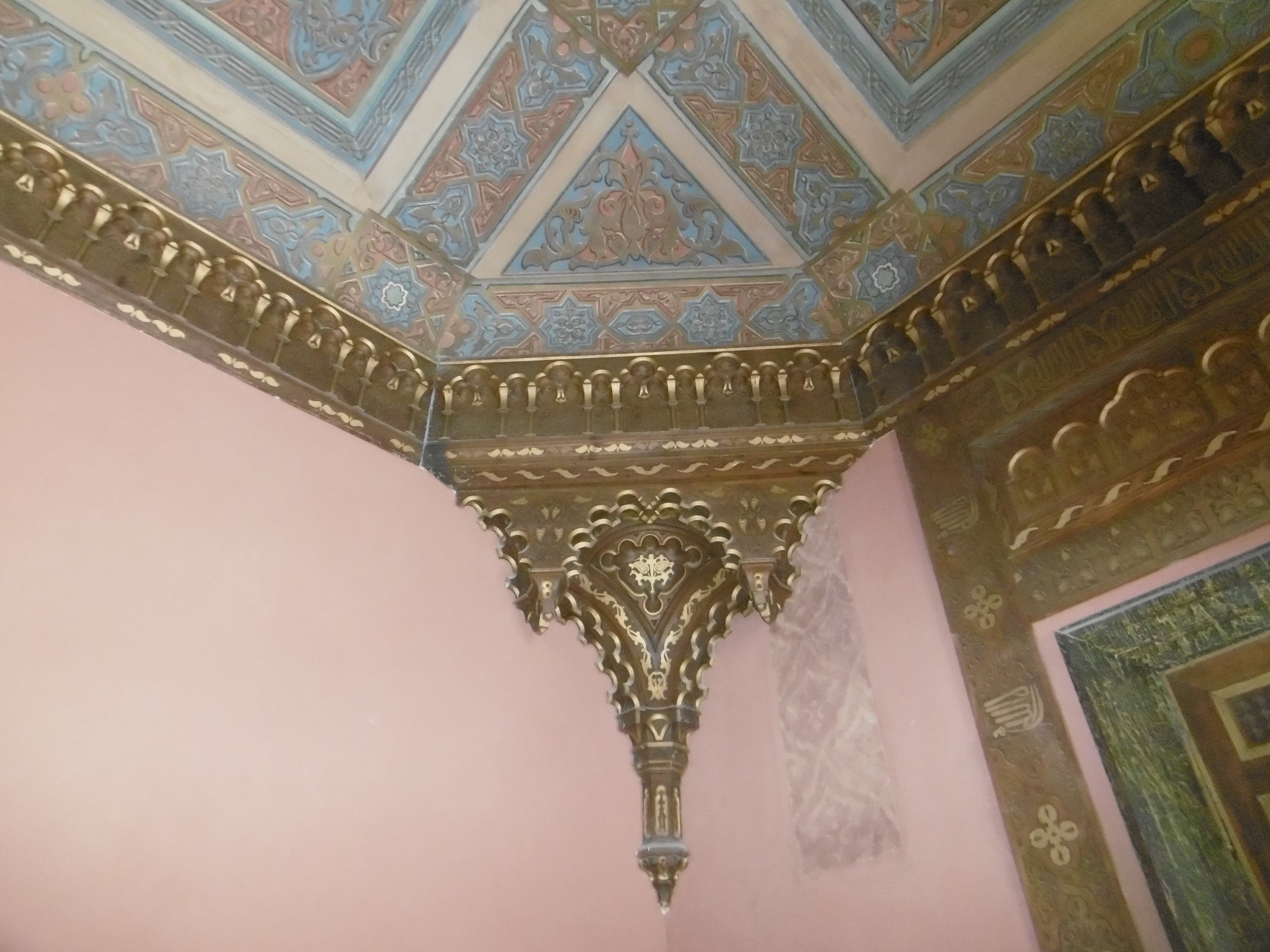
Particolare della sala araba

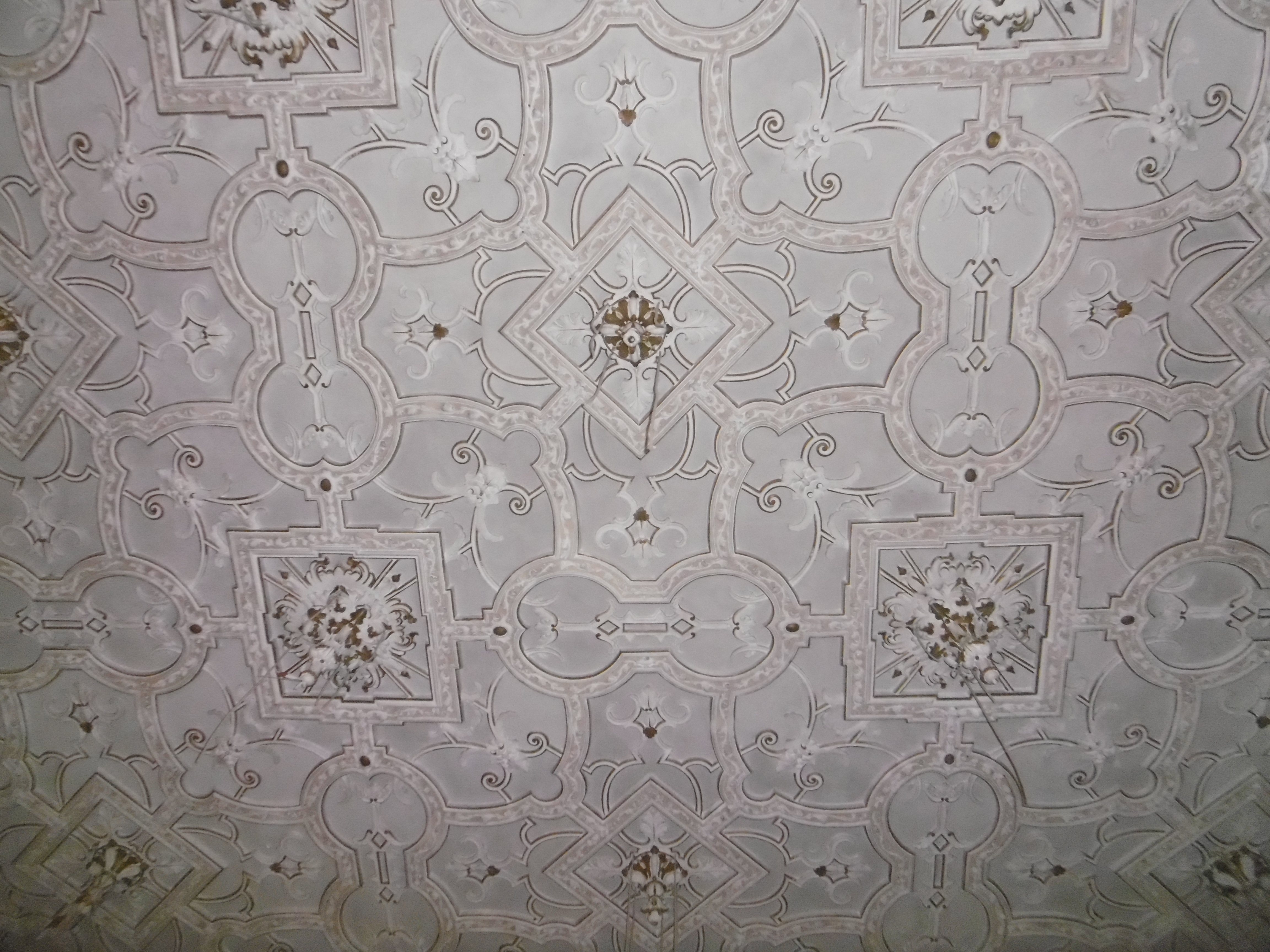
Particolare del soffitto della sala degli stucchi

L'atrio ha elementi in stile liberty e al piano terreno si affacciano tre stanze della caccia, nelle quali i conti Gulinelli esponevano i loro trofei. Dall'atrio, grazie ad uno scenografico scalone, si accede al piano nobile, che ospita una ventina circa di stanze. Tra queste una famosa sala araba, di gusto bizantino ed orientaleggiante. Accanto la sala degli stucchi, già salone da ballo.

## Parco
Il palazzo racchiude un ampio parco privato nel quale si trova un importante busto in marmo di Torquato Tasso opera dello scultore Pietro Tenerani.

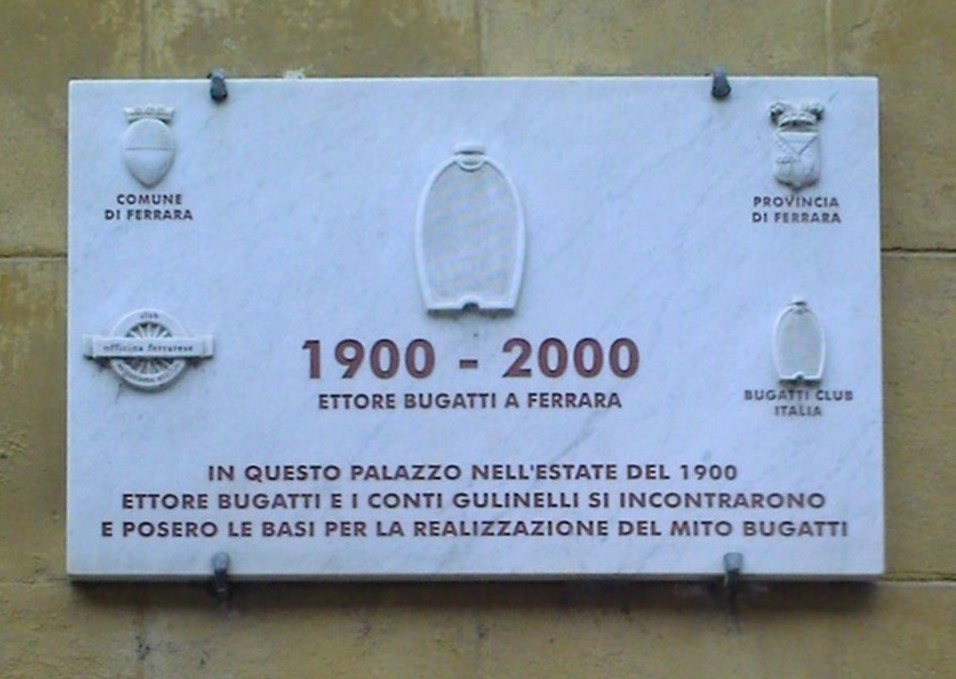
Targa commemorativa posta sulla facciata di Palazzo Gulinelli, a Ferrara

## Utilizzo
In questo palazzo, nell'estate del 900, ebbe luogo uno storico incontro tra Ettore Bugatti ed i conti Gulinelli dal quale prese corpo l'idea di realizzare lo storico marchio automobilistico Bugatti.
Alla fine del secondo conflitto mondiale il palazzo ospitò gli uffici della Questura, numerosi sfollati ed un Circolo Unione. Nel 1953 venne venduto all'Opera Pia Canonici Mattei.
L'ingresso con il monumentale scalone venne usato durante le riprese del film Il giardino dei Finzi Contini, di Vittorio De Sica, tratto dall'omonimo romanzo di Giorgio Bassani